# Indoribates panabokkei
Indoribates panabokkei är en kvalsterart som först beskrevs av Balogh 1970.  Indoribates panabokkei ingår i släktet Indoribates och familjen Haplozetidae. Inga underarter finns listade i Catalogue of Life.